# Марта
 Тази статия е за селището в Италия.  За бразилската футболистка вижте Марта (футболистка).  
Ма̀рта (на италиански: Marta) е малко градче и община в Централна Италия, провинция Витербо, регион Лацио. Разположено е на 315 m надморска височина, на южния бряг на езеро Болсена. Населението на общината е 3536 души (към 2010 г.).